# Aéroport de Basango Mboliasa
L’aéroport de Basango Mboliasa (code IATA : KRZ • code OACI : FZBT) est un aéroport de République démocratique du Congo situé dans la province de Mai-Ndombe, dans la ville de Kiri.

## Situation
| Bandundu Basango Mboliasa Bunia Gbadolite Gemena Goma Ilebo Kalemie Kananga Kikwit Kindu Kinshasa-Ndjili Kinshasa-N'Dolo Kisangani Kolwezi Lodja Lubumbashi Matari Matadi Mbandaka Mbuji Mayi Nioki Tshikapa Tshumbe |